# Maj Jacobsson
Pour les articles homonymes, voir Jacobsson.
Maj Jacobsson (née le 25 novembre 1909 à Stockholm et morte le 31 janvier 1996 dans la même ville) est une athlète suédoise, spécialiste du 80 mètres haies, du 200 mètres et du saut en longueur.
Elle remporte la médaille d'or sur 80 mètres haies aux Jeux mondiaux féminins de 1930 à Prague avec un temps de 12 s 4.
Elle est la femme du footballeur suédois Eivar Widlund.